# Fantômes en vadrouille
Pour plus de détails, voir Fiche technique et Distribution.
Fantômes en vadrouille (Hold That Ghost) est un film américain réalisé par Arthur Lubin, sorti en 1941, avec Bud Abbott et Lou Costello.

## Synopsis
Les pompistes Chuck Murray et Ferdie Jones aspirent à un meilleur emploi et se font engager comme serveurs temporaires chez Glamour, une boîte de nuit de luxe où se produisent Ted Lewis et les Andrews Sisters mais sont rapidement renvoyés pour avoir fait une scène. Ferdie rêve d'avoir un jour sa propre boîte de nuit. De retour à la station-service, le gangster Moose Mattson, qui était dans la boîte de nuit la veille, amène sa voiture pour faire le plein et la nettoyer. Lorsqu'il est repéré par la police, il s'enfuit à toute vitesse avec Chuck et Ferdie coincés à l'intérieur du véhicule. Pendant la course poursuite, Matson échange des coups de feu jusqu'à se faire abattre. Plus tard, le testament peu conventionnel du gangster, stipule que quiconque était avec lui à sa mort héritera de tous ses biens. Le duo hérite alors de la taverne délabrée de Mattson, le Forrester's Club. Mattson avait également donné un indice énigmatique sur la cachette de son magot, déclarant qu'il gardait son argent dans sa tête mais sa réel existence reste douteuse.
L'avocat de Mattson présente aux garçons un associé, Charlie Smith. Chuck et Ferdie ignorent que Smith fait partie de la bande de Moose et qu'il recherche l'argent. Smith s'est arrangé pour qu'un bus les dépose lors de ses tournées mais le chauffeur peu scrupuleux les abandonne, ainsi que trois passagers sans lien de parenté - un médecin, une actrice de radio et une serveuse - au Forrester's Club pendant une forte pluie. Au cours de la nuit, des choses étranges commencent à se produire. Smith disparaît alors qu'il fouille le sous-sol et son cadavre réapparaît de manière inattendue à plusieurs reprises. de son côté, Ferdie découvre que sa chambre est truquée pour se transformer en casino avec des appareils de jeu cachés. Tous le monde est effrayé par ce qui semble être un fantôme et deux détectives se présentent mais disparaissent peu après le début de leur enquête. Alors que Ferdie examine une carte pour trouver le chemin le plus rapide vers la ville, des bougies sur la table bougent mystérieusement et l'effraient.
S'étant effyant dans un couloir, il découvre par inadvertance le trésor de Moose, caché dans la tête d'élan empaillée au-dessus de la cheminée. Un membre mécontent de la bande de Moose apparaît et exige l'argent sous la menace d'une arme. Les garçons parviennent à l'assommer mais d'autres membres du gang apparaissent. Chuck et le docteur en combattent deux, tandis que les autres poursuivent Ferdie, qui a le butin, à travers la taverne. Ferdie fait fuir tous les gangsters en imitant le son d'une sirène de police. Ferdie et Chuck, qui ont garder l'argent, transforment l'endroit en une station thermale huppée et engagent Ted Lewis et les Andrews Sisters comme têtes d'affiche, alors que le maître d'hôtel qui les a renvoyés de Chez Glamour se présente comme serveur temporaire.

## Fiche technique
- Titre : Fantômes en vadrouille
- Titre original : Hold That Ghost
- Réalisation : Arthur Lubin et John Rawlins (seconde équipe, non crédité)
- Scénario : Robert Lees, John Grant et Frederic I. Rinaldo
- Production : Alex Gottlieb
- Photographie : Elwood Bredell
- Montage : Philip Cahn
- Pays d'origine : États-Unis
- Format : Noir et blanc - 1,37:1 - Mono
- Genre : Fantastique, comédie
- Durée : 86 minutes
- Date de sortie : 1941

## Distribution
- Bud Abbott : Chuck Murray
- Lou Costello : Ferdinand 'Ferdie' Jones
- Richard Carlson : Dr. Duncan 'Doc' Jackson
- Joan Davis : Camille Brewster
- Mischa Auer : Gregory
- Evelyn Ankers : Norma Lind
- Marc Lawrence : Charlie Smith
- Shemp Howard : Soda jerk
- Russell Hicks : Bannister
- The Andrews Sisters

Acteurs non crédités
- Nestor Paiva : Gangster maussade
- Edward Pawley : High Collar